# Toeristische attractie

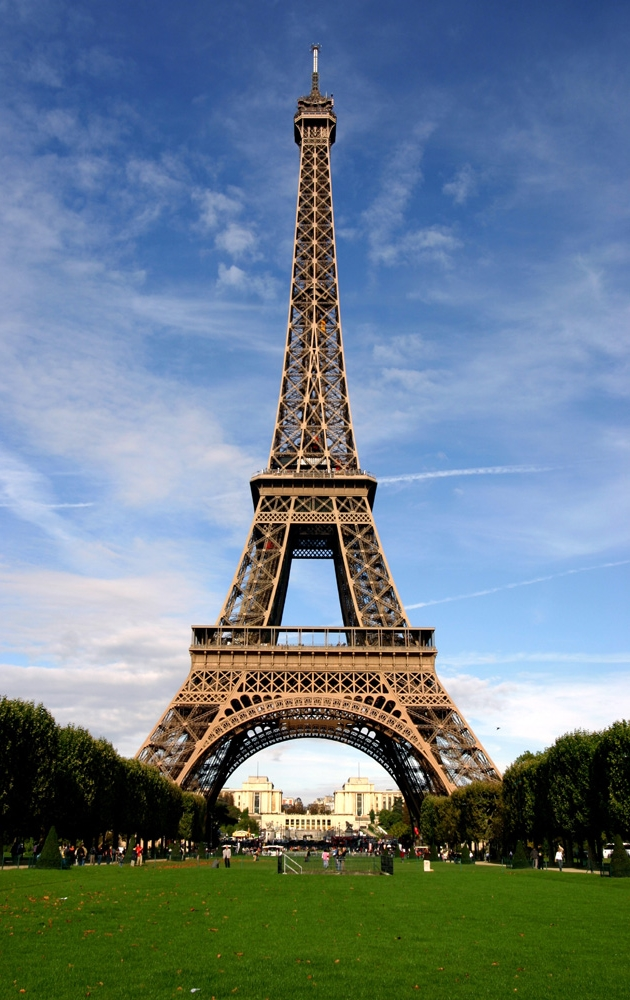
Met ongeveer 7 miljoen bezoekers per jaar is de Eiffeltoren een van de grootste toeristische attracties van Frankrijk

Een toeristische attractie of dagattractie (Latijn: attrahere = aantrekken) is een aantrekkelijk punt voor toerisme en recreatie.

## Soorten toeristische attracties
Toeristische attracties zijn er in verschillende soorten, uiteenlopend van historische, culturele, religieuze of natuurlijke bezienswaardigheden. Enkele voorbeelden zijn: het Colosseum, de Chinese Muur, de Taj Mahal, het Anne Frank Huis, Lourdes, het Nationaal Park Hoge Kempen en de Keukenhof. Daarnaast kunnen ook winkelcentra, casino's, attractieparken, musea en dierentuinen fungeren als toeristische attractie, even als tijdelijke evenementen zoals sportevenementen en muziekfestivals.
Men spreekt van een toeristenval als de betreffende attractie weinig of niets te bieden heeft aan de bezoekers, maar vooral gecreëerd is om geld aan te verdienen, zoals menig drielandenpunt.

## Populaire toeristische attracties per land

### België

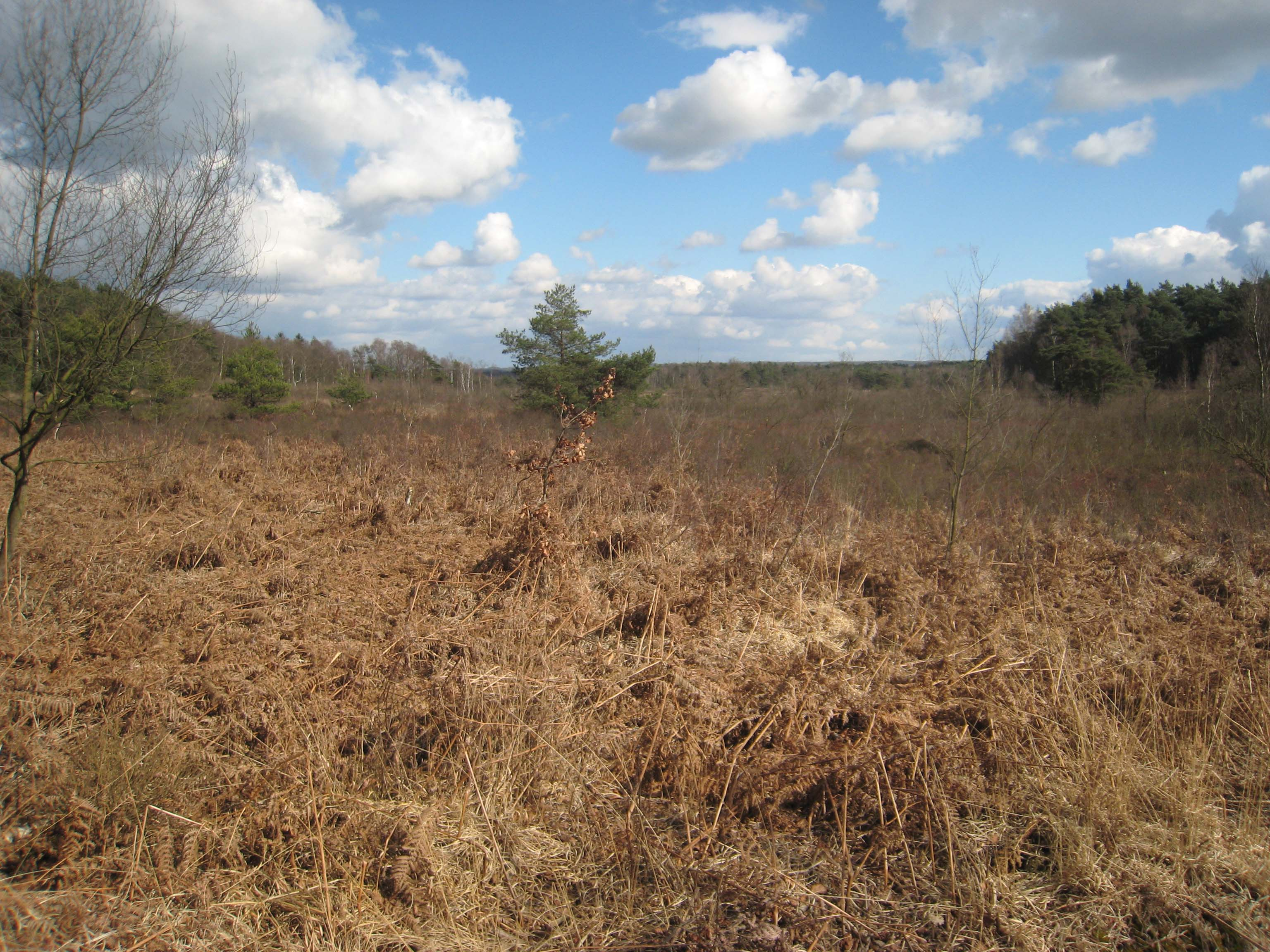
Nationaal Park Hoge Kempen

Vaak worden als belangrijke Belgische toeristische attracties het In Flanders Fields Museum, het Lange Max Museum of het Atomium genoemd. Daarnaast zijn er nog de Vogelenmarkt en bierbrouwerijen, historische bouwwerken zoals de Belforten, en diverse attractieparken, dierentuinen of educatieve centra zoals Technopolis.
Voorbeelden van enkele toeristische steden zijn Antwerpen, Brugge, Brussel en Gent. Alsook de streken van de Belgische Kust en de Ardennen.

### Nederland

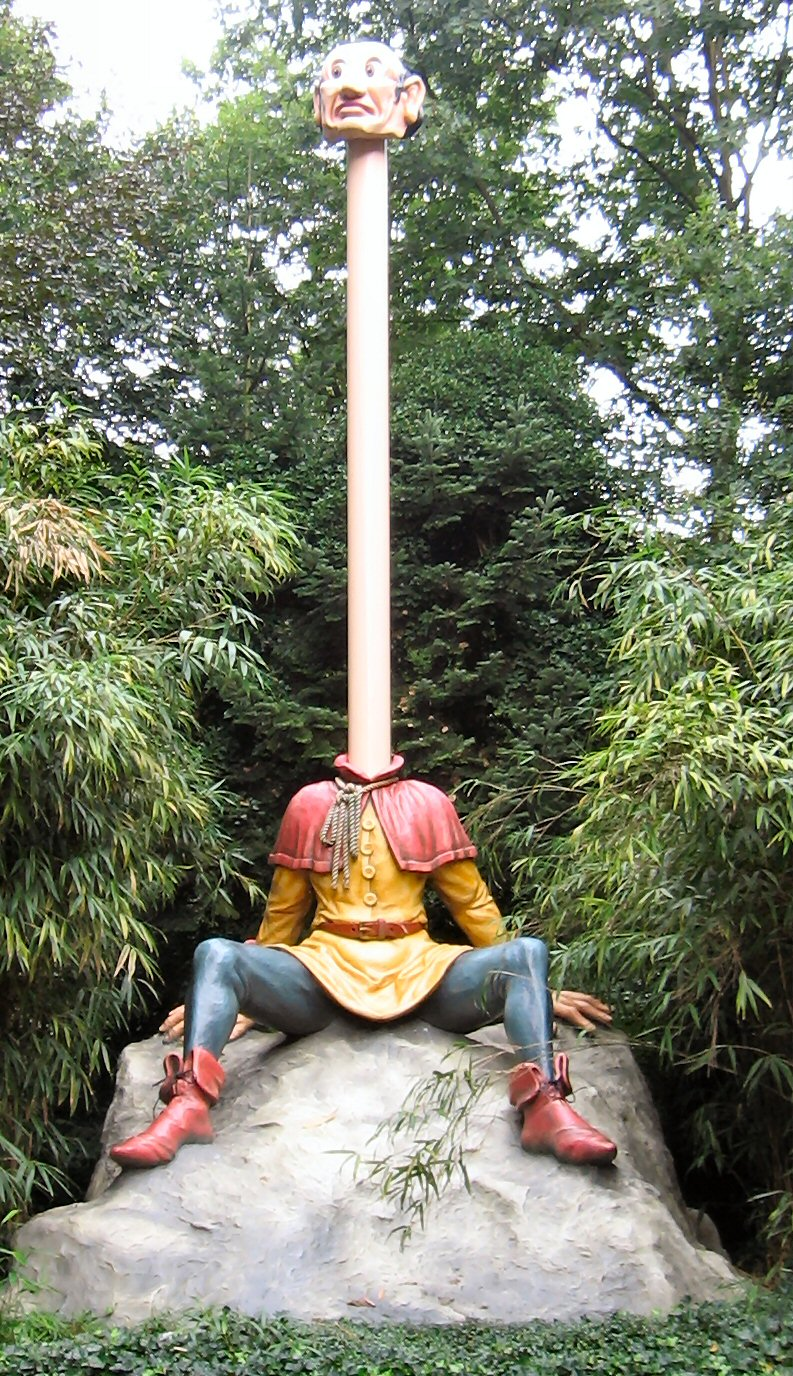
Efteling is al jaren de populairste dagattractie in Nederland

Enkele voorbeelden van Nederlandse toeristische plaatsen zijn Amsterdam, Rotterdam, de Nederlandse kust, de vissersplaats Volendam, de Veluwe en het polderlandschap met molens. Andere toeristische attracties zijn attractieparken (bijvoorbeeld de Efteling), dierentuinen (zoals Dolfinarium Harderwijk) en musea zoals het Rijksmuseum. Op onder andere kaasmarkten zijn oude tradities nog aanwezig, en de Deltawerken en Keukenhof zijn voorbeelden van typisch Nederlandse uitingen van nijverheid.

### Suriname

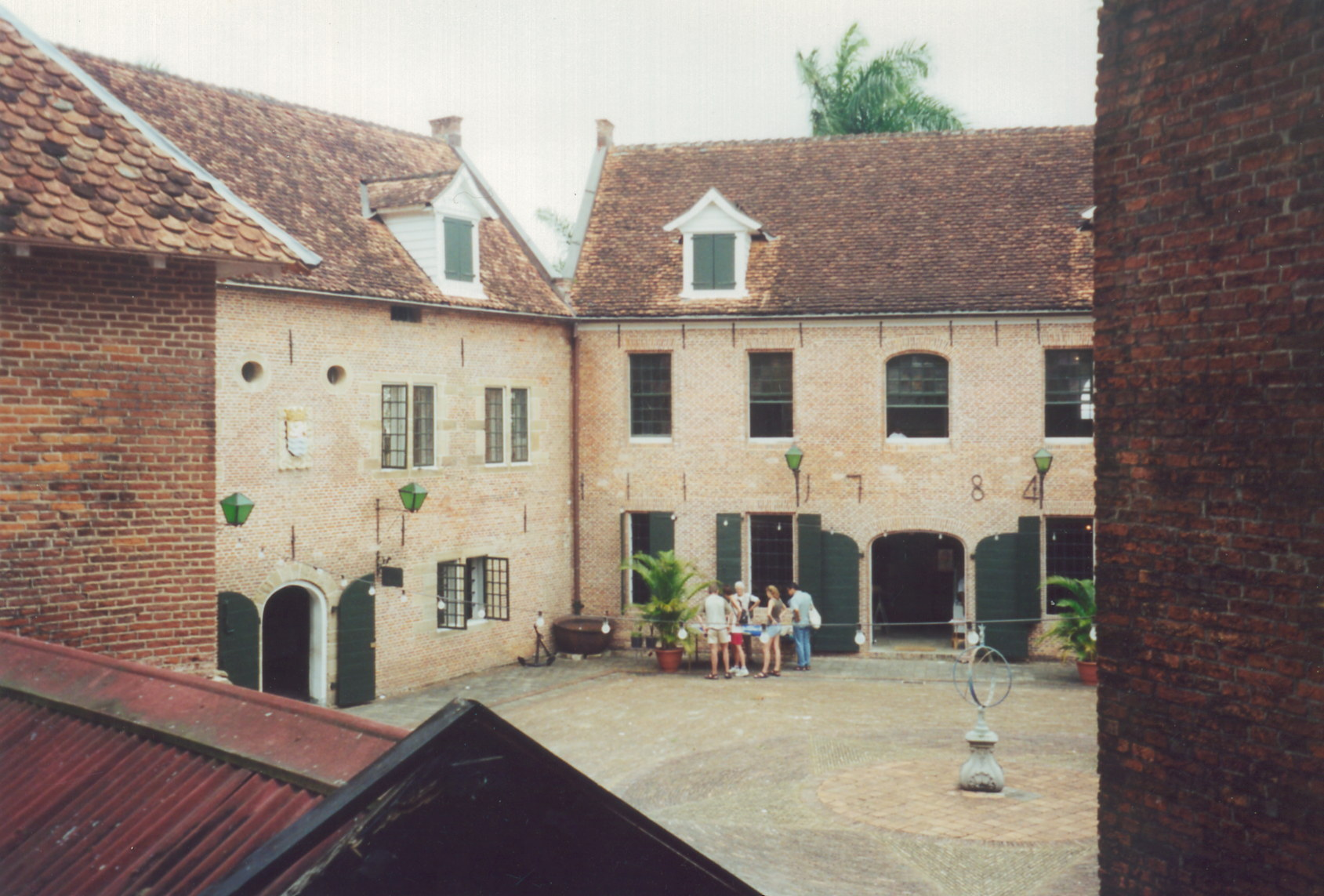
Binnenzijde van Fort Zeelandia

Als Surinaamse bezienswaardigheden gelden onder andere het museum Fort Zeelandia, de plantage Laarwijk en de dierentuin Paramaribo Zoo. Daarnaast zijn er de monumenten op de UNESCO-Werelderfgoedlijst, te weten het Centraal Suriname Natuurreservaat en de historische binnenstad van Paramaribo.